# 石佛乡 (龙游县)
石佛乡是中国浙江省龙游县下辖的一个乡，位于该县西北部。该乡西邻衢江区峡川镇，北邻建德市，东邻横山镇，南邻塔石镇。乡政府驻石佛村。乡境总面积67.9平方公里。
石佛乡辖14个行政村，分别为石佛、大力山、三门源、夏家、姚村、峰塘山、上溪、塘边、公平、白马、西垣、金村、下洪、杜山坞。
石佛乡境内多为丘陵。有三门源等景区。

## 行政区划
下辖以下地区：
石佛村、杜山坞村、姚村、夏家村、丰塘山村、三门源村、上溪村、大力山村、三和村和西金源村。

## 中国传统村落
三门源村获评“中国传统村落”。